# Гуровский, Адам
ГрафАдам Гуровский (пол. Adam Gurowski; 1805—1866) — польский публицист, брат Игнатия Гуровского.

## Биография
Представитель польского дворянского рода Гуровских герба «Вчеле». Старший сын графа Владислава Гуровского (1769—1818) и Геновефы Целецкой. Внук последнего каштеляна познанского Рафала Гуровского и старший брат Игнацы.
Его младший брат Игнатий женился на инфанте Испании Изабелле де Бурбон, дочери герцога Кадиса, и стал испанским грандом. Одна из сестер, Цецилия, была женой барона Петра Фредерикса, генерал-адъютанта императора Николая I Павловича, другая, Дезидерия, вышла замуж за Юзефа Коморовского (1791—1827), члена Калишской оппозиции. Изучал философию в университетах Лейпцига, Геттингена, Гейдельберга (он был среди прочих учеником Гегеля).
Принимал деятельное участие в польском восстании 1830—1831 г. и много писал против России; но затем в Париже, куда он эмигрировал до 21 октября 1844 года, в его образе мыслей произошла перемена.
В «La Vérité sur la Russie» (1835) он возлагает на Россию миссию панславизма. Император Николай разрешил ему вернуться в Россию, но Гуровский не нашёл здесь подходящей почвы для своего честолюбия; он жил одно время в Познани и Бреславле, а в 1848 г. переселился в Северную Америку.
Сотрудничал в газете «New-York Tribune» и сближается с Уолтом Уитменом. Во время Крымской войны выступил в поддержку России.

До конца жизни он так и не изменил своего мнения о Польше:

Польша — это всего лишь кровавый призрак, преследующий правительства и народы; тень китайского фонаря, которой демагоги развлекают безумцев.— Кюстин А.де. Россия в 1839 году / Перевод с французского В. Мильчиной, И. Стаф. — СПб.: Изд-во им. Сабашниковых, 1996. — 528 с. — 5000 экз. — ISBN 5-8242-0045-9.
Свои панславистские идеи он развил в сочинении «La civilisation et la Russie» (1840); «Pensées sur l’avenir des Polonais» (1841); «Le panslavisme, son histoire, ses véritables éléments religieux, sociaux etc.» (1848). Ему принадлежат также: «Russia as it is» (1854); «O arystokracyi, liberalizmie i demokracyi w Polsce» (1843), изд. под псевдонимом П. И. Воловский, и др.
Был женат на Терезе Эльжбете Збиевской (1802—1832), дочери Яна Збиевского (? — 1829) и Бруноны Теклы Колонны-Валевской (1782—1823). Дети:
- Геновефа Владислава Гуровская (1829—1878)
- Мельхиор Боливар Гуровский (1830—1900)